# José Fidalgo
José Manuel Fidalgo Soares (Lisboa, 5 de agosto de 1979) é um ator e modelo português. 
Em 2016, ele se tornou embaixador da HeForShe.
Em 2018, participou na novela Deus Salve o Rei, da TV Globo.

## Televisão
| Ano         | Projeto                    | Papel                                    | Notas                                   | Canal      |
| ----------- | -------------------------- | ---------------------------------------- | --------------------------------------- | ---------- |
| 2001        | Clube Disney               | Ele Próprio                              | Apresentador, ao lado de Silvia Alberto | RTP1       |
| 2002        | O Olhar da Serpente        | António Moreira Dias                     | Elenco Principal                        | SIC        |
| 2003        | Maré Alta                  |                                          | Participação Especial                   | SIC        |
| 2003 - 2004 | Ana e os Sete              | Paulo                                    |                                         | TVI        |
| 2003 - 2004 | Queridas Feras             | Alexandre Mestre "Alex"                  | Ator Convidado                          | TVI        |
| 2004        | Inspetor Max               | Rui                                      | Participação Especial                   | TVI        |
| 2005        | Ninguém como Tu            | Miguel Rosa                              | Elenco Principal                        | TVI        |
| 2005        | Pedro e Inês               | Pêro Coelho                              | Elenco Principal                        | RTP1       |
| 2006 - 2007 | Tempo de Viver             | Bruno Santana                            | Co- Antagonista                         | TVI        |
| 2007 - 2008 | Fascínios                  | Guilherme Lopes de Almeida               | Co- Antagonista                         | TVI        |
| 2008        | Casos da Vida              | João                                     | Protagonista                            | TVI        |
| 2009 - 2010 | Perfeito Coração           | Gonçalo Nobre                            | Elenco Principal                        | SIC        |
| 2010        | Maternidade                | Dr. Tiago Morgado                        | Protagonista                            | RTP1       |
| 2010        | Laços de Sangue            | Joaquim Nogueira (Jovem)                 | Ator Convidado                          | SIC        |
| 2011 - 2012 | Rosa Fogo                  | Diogo Martins                            | Antagonista                             | SIC        |
| 2012 - 2013 | Dancin' Days               | Hugo Figueiredo                          | Elenco Principal                        | SIC        |
| 2014 - 2015 | Mar Salgado                | Gonçalo Queiróz                          | Antagonista                             | SIC        |
| 2016 - 2017 | Amor Maior                 | Manuel "Manel" Paiva                     | Protagonista                            | SIC        |
| 2018        | Deus Salve o Rei           | Constantino de Artanza, Duque de Vicenza | Participação Antagónica                 | Rede Globo |
| 2018 - 2019 | Alma e Coração             | Rodrigo Macedo                           | Protagonista                            | SIC        |
| 2019        | Um Desejo de Natal         | Mateus Costa                             | Protagonista                            | SIC        |
| 2020        | A Generala                 | José Pinela (Inspetor)                   | Elenco Principal (OPTO)                 | SIC        |
| 2020 - 2021 | Crónica dos Bons Malandros | Carlos                                   | Protagonista                            | RTP1       |
| 2021        | Auga Seca                  | Filipe                                   | Elenco Adicional                        | RTP1       |
| 2021        | Amor Amor                  | Rúben Moreira                            | Elenco Principal                        | SIC        |
| 2023 - 2024 | Queridos Papás             | Matias Vilaça                            | Protagonista                            | TVI        |
| 2025        | Lugar dos Sonhos           |                                          | Elenco Principal                        | TVI        |
| 2025 - 2026 | Terra Forte                | Sammy Goulart                            | Protagonista                            | TVI        |

## Cinema
| Ano  | Filme            | Papel                |
| ---- | ---------------- | -------------------- |
| 2003 | O Fascínio       | Bernardo             |
| 2004 | Anita na Praia   |                      |
| 2008 | Amália - O Filme | Francisco da Cruz    |
| 2010 | Marginais        |                      |
| 2011 | O Milagre        |                      |
| 2015 | TURP             | General Jugoslavo    |
| 2018 | Leviano          | Filipe Frazão        |
| 2018 | Linhas de Sangue | Dino                 |
| 2020 | The Jesus Trial  | Jesus (Protagonista) |
| 2022 | Km 224           | Mário (Protagonista) |

## Teatro
| Ano  | Peça             |
| ---- | ---------------- |
| 1998 | Auto da Cananeia |
| 2000 | Metropólis       |
| 2003 | La Ronde         |
| 2009 | Os Maias         |